# 홍순석 (군인)
홍순석(洪淳錫, ? ~ 1949년 4월 9일)은 대한민국 건국 초기의 육군 장교로 여순 14연대 반란사건의 주동자 중 한 명이다.

## 생애
육군사관학교 3기를 거쳐 조선경비보병학교를 졸업하고 남조선국방경비대 장교가 되었다. 여순 14연대 반란사건을 함께 일으킨 김지회와는 육군사관학교 동기생이었으며 같은 남조선로동당 당원이었으나 반란이 미리 계획되었거나 상부의 지시를 받고 발생한 것은 아니었기 때문에 사전 모의는 없었다.
1948년 10월 19일에 제주 4·3 사건이 일어난 제주도 지역에 토벌대로 투입될 예정이었던 14연대가 여수시에서 지창수의 주동으로 반란을 일으켰다. 이들은 단숨에 여수를 점령하고 이튿날 머물다가 순천시로 진격했다.
이때 14연대에서 중위로 복무하고 있던 홍순석은 2개의 중대를 이끌고 순천에서 반란군에 합류하여 이들을 지휘했다. 이후 진압군이 출동하자 유격대화하여 백운산을 시작으로 입산 하였고, 지리산의 이현상이 이끄는 부대와 연계하여 토벌군과 교전을 벌였다.
1949년 4월 9일에 지리산 뱀사골에서 김지회와 함께 호남지구 사령부 토벌대의 공격을 받아 사살당했다. 이 전투에서 유격대는 두 지휘관인 홍순석과 김지회를 포함하여 17명이 사망하고 7명이 생포되는 해를 입었다.
조선민주주의인민공화국 국기훈장 3급을 수여받았다.

## 같이 보기
- 여순 14연대 반란사건

## 참고자료
- 이선아 (2003년 12월). “한국전쟁 전후 빨찌산의 형성과 활동”. 《역사연구》 (제13호): 159~163쪽.
- 안재성 (2007년 7월 30일). 〈제2부 완전한 해방을 위하여 - 혁명의 군대를 조직하라〉. 《이현상 평전》. 서울: 실천문학사. ISBN 978-89-392-0584-0.